# Лукиан (Мушицкий)
Епи́скоп Лукиа́н (серб. Епископ Лукијан, в миру Лука Мушицкий, серб. Лука Мушицки; 27 января 1777, Темерин — 15 марта 1837, Карловац) — сербский патриот-писатель, поэт, языковед, общественный и религиозный деятель, епископ Горноварловацкий в составе Карловацкой митрополии. Известен тем, что ввёл в сербский алфавит букву ђ.

## Биография
Окончил гимназию в родном городе, затем учился в школах в Тителе, Нови-Саде и Сегеде, позже окончил Пештский университет, где изучал философию, право, английский и греческий языки и где увлёкся эстетикой и поэзией. После окончания школы некоторое время занимался лингвистикой и вскоре начал писать стихи, встретившие неодобрение со стороны представителей Церкви. Несмотря на это, стал секретарём митрополита Стефана (Стратимировича) в Карловцах.
В 1802 году принял монашеский постиг и имя Лукиан в монастыре Гргетег и одновременно получил должность приват-доцента в духовной академии в Карловцах, начав читать лекции по церковнославянской и греческой грамматике. В 1812 году стал настоятелем Шишатовацкого монастыря во Фрушка-Горе.
В 1827 году в Пеште становится одним из основателей Сербской Матицы.
В 1828 году, когда ему был 51 год, из-за конфликта с церковью относительно светского характера его стихов, он был вынужден оставить монастырь.
25 апреля 1828 года хиротонисан во епископа Горноварловацкого.
Скончался 15 марта 1837 года в Карловаце.

## Литературная деятельность
С 1798 года прославился полными воодушевления одами и другими стихотворениями, сначала на почти чисто церковнославянском языке; впоследствии ему удалось придать своему языку и слогу более сербский, народный характер, хотя он никогда не мог отрешиться от подражания (в духе и форме) частью русским, частью немецким ложноклассикам, и потому в его произведениях слышна деланность и чувствуется насилие как над языком (например, обилие фигур — эллипсисов и другое), так и над поэтическим вдохновением.
Всё написанное Мушицким имеет патриотический характер; он то призывает своих соотечественников трудиться на ниве народной, то прославляет сербский язык, веру и героев Сербии. Из его произведений лишь немногие были напечатаны при его жизни; остальные ходили по рукам в рукописи, и только после его смерти вышло (в Новом Саде, 1838—1848 годы) собрание его стихотворений.
Он первый стал собирать народные песни и другие произведения народного творчества и пересылать их Вуку Караджичу; он же помогал Вуку и в составлении новой азбуки для сербов, поддерживая его вообще и материально, и нравственно. Деятельность Мушицкого, много способствовавшая возрождению сербской народности, была оценена и современниками, и потомством, которое в 1877 году торжественно отпраздновало столетие со дня его рождения.
Помимо литературной деятельности, Мушицкий на протяжении многих лет трудился над составлением сербской библиографии. В 1809 году он сообщил в письме другу, что описал и разделил на классы все сербские книги, и пополнял каталог до 1821 года. Этот труд не был опубликован, а рукопись хранится в архиве Сербской академии наук и искусств. В 1812 году Мушицкий составил выписку из своей библиографии, включив в нее богослужебные книги XV—XVIII веков, этот реестр опубликован в 1980 году.
Памяти Мушицкого посвящены «Споменик Лукиану Мушицком» Юрия Малетича (1845 год) и «Лукиан Мушицкий и его литературная деятельность» (ст. Дж. Райковича в «Летописи сербской Матицы», 1879 год, том 120).